# Matinée (Film)
Matinée (Alternativtitel: Matinee – Die Horrorpremiere) ist eine US-amerikanische Horrorkomödie aus dem Jahr 1993. Regie führte Joe Dante (Gremlins), das Drehbuch schrieb Charles S. Haas.
John Goodman tritt hier als der legendäre B-Film-Regisseur William Castle auf, der auch als wahrer Meister der Selbstvermarktung bekannt war.

## Handlung
Die Handlung spielt in Florida im Jahr 1962 während der Kubakrise. Der Vater der Brüder Dennis und Gene Loomis dient auf einem U-Boot der United States Navy. Gene freundet sich mit Stan an. Er verliebt sich in Sandra, die gegen den möglichen Militärschlag protestiert und von der Leitung der Schule dafür bestraft wird.
Gene besucht die Premiere des Horrorfilms Mant, in dem eine Kreatur gezeigt wird, die halb Mensch und halb Ameise ist. Der Produzent organisiert zu Promotionszwecken eine Scheindemonstration gegen den eigenen Film.

## Kritiken
Janet Maslin schrieb in der The New York Times vom 29. Januar 1993, im Zentrum stehe der fiktive Film Mant, der eine Parodie auf die Horrorfilme der frühen 1960er Jahre sei. Matinée widme viel Aufmerksamkeit der amerikanischen Popkultur des Jahres 1962. Der Film sei „komisch“ und „geistreich“, er sei jedoch mit Nebencharakteren „überhäuft“. Goodman biete die zuverlässigste und unterhaltsamste Leinwandpräsenz der Komödie.
Redaktionskritik der Cinema: In der Horrorkomödie zieht Joe Dante seinen Hut vor B-Movie-Genius William Castle, dem „König des Schunds“, der zugleich ein Kino-Irrer mit Humor und ausgeprägtem Geschäftssinn war. Er drehte z. B. „Mörderisch“ und produzierte „Rosemaries Baby“. In dieser liebevollen Hommage heißt er Lawrence Woolsey und wird kongenial gespielt von John Goodman. Im Oktober 1962 fühlen sich die USA durch russische Atomraketen bedroht. Woolsey möchte, dass sich die Leute noch mehr vor seiner neuesten Kreatur fürchten: „Mant“, ein Hybrid aus Mensch und Ameise. Dazu zieht er alle Register - und das Publikum in Key West macht sich vor Angst in die Hose… Regisseur Joe Dante zeigt sich nicht nur als Hardcore-Fan des Low-Budget-Films, sein Film philosophiert auch nett-beiläufig über die Grenze zwischen realem und fiktivem Horror.
Das Lexikon des internationalen Films schrieb, der Film sei eine „hinreißende kleine Komödie, gestaltet als Liebeserklärung an den Low-Budget-Horrorfilm der 50er Jahre“. „Über die cineastische Hommage hinaus“ reflektiere der Film „über den Unterschied zwischen realem Schrecken und fiktionalem Horror“.

## Auszeichnungen
Joe Dante erhielt im Jahr 1993 den Silver Raven des Brussels International Fantastic Film Festival.

## Hintergründe
Der Film wurde in Key West, in Cocoa (Florida) und im Universal Orlando Resort gedreht. Die Komödie spielte in den Kinos der USA ca. 9,5 Millionen US-Dollar ein.